# John Shea
Pour les articles homonymes, voir Shea.
John Shea est un acteur américain, né le 14 avril 1949 à North Conway dans le New Hampshire. Il est diplômé d’une maîtrise en art dramatique de l’Université Yale.

## Biographie
Sa carrière cinématographique débute avec Hussy de Matthew Chapman. Ensuite il a joué dans une trentaine de films. Il joue avec Nathalie Baye dans Lune de miel en 1985. En 1988, un Emmy Award consacre son rôle de William Stern dans la mini-série Baby M. Il tient ensuite le rôle d’un méchant dans le film Chérie, j'ai agrandi le bébé. C’est en 1993 qu’il obtient le rôle de Lex Luthor dans la série Loïs et Clark, les nouvelles aventures de Superman dans la première saison. En 2001, il interprète le rôle d’Adam Kane dans Mutant X. En Français, il est souvent doublé par Michel Papineschi.

### Vie privée
John a été marié deux fois. Il a eu un fils avec sa première femme, Laura Pettibone, et deux enfants avec sa femme actuelle, Melissa.

## Filmographie

### Acteur

#### Cinéma
- 1980 : Hussy (en) de Matthew Chapman : Emory Cole
- 1982 : Missing de Costa-Gavras : Charles Horman
- 1984 : Windy City de Armyan Bernstein (en) : Danny Morgan
- 1985 : Lune de miel de Patrick Jamain : Zachary Freestamp
- 1986 : Angel River de Sergio Olhovich : Dee Spencer
- 1987 : Dreamers (Ha-Holmim) de Uri Barbash : Marcus
- 1988 : Gandahar de René Laloux : Sylvain (voix)
- 1988 : A New Life (en) d'Alan Alda : Doc
- 1988 : Le Retour de Billy Wyatt (Stealing Home) de Steven Kampmann et William Porter : Sam Wyatt
- 1992 : Freejack de Geoff Murphy : Morgan
- 1992 : Chérie, j'ai agrandi le bébé (Honey I Blew Up the Kid) de Randal Kleiser : Dr Charles Hendrickson
- 1994 : Backstreet Justice de Chris McIntyre : Nick Donovan
- 1994 : Leslie's Folly (court métrage) de Kathleen Turner : Daniel
- 1998 : Nowhere to Go de John Caire : George
- 1998 : Southie (en) de John Shea : Peter Binda
- 1998 : Getting Personal de Ron Burrus : Mr DeMarco
- 1998 : The Adventures of Sebastian Cole (en) de Tod Williams : Hartley
- 1999 : Catalina Trust de Will Conroy : Deet Offerman
- 2002 : Heartbreak Hospital de Ruedi Gerber : Milo Henderson / Dr Jonathan
- 2002 : The Empath de David Sonkin :
- 2005 : Godless. (court métrage) de Gary Graham : Sam
- 2006 : Pitch (court métrage) de Ian Gelfand : Sam
- 2006 : A Broken Sole (en) de Antony Marsellis : Bob
- 2006 : The Insurgents (en) de Scott Dacko : Robert
- 2008 : Framed de Jon Kirby : David Murray
- 2009 : Achchamundu! Achchamundu! (en) de Arun Vaidyanathan : Theodore Robertson
- 2010 : An Invisible Sign de Marilyn Agrelo : Dad
- 2010 : Julius Caesar de Patrick J. Donnelly : Julius Caesar
- 2011 : 51 de Jason Connery : Sam Whitaker
- 2011 : The Italian Key (en) de Rosa Karo : Alexander vieux
- 2011 : The Trouble with the Truth (en) de Jim Hemphill : Robert
- 2013 : Northern Borders de Jay Craven : Doc Harrison
- 2015 : Anatomy of the Tide de Joel Strunk : Davis Harriman
- 2015 : The Picture of Dorian Grey (court métrage) de Joel Strunk : Bianca Ilich

#### Télévision

##### Téléfilms
- 1978 : The Rock Rainbow de Robert Scheerer : Speed
- 1978 : The Nativity (en) de Bernard L. Kowalski : Joseph
- 1981 : Family Reunion (en) de Fielder Cook : James Cookman
- 1984 : The Dining Room de Allan A. Goldstein : Client / Howard / Psychiatrist / Ted / Paul / Ben / Chris / Jim / Dick
- 1985 : Hitler's SS: Portrait in Evil (en) de Jim Goddard : Karl Hoffmann
- 1986 : A Case of Deadly Force (en) de Michael Miller : Michael O'Donnell
- 1987 : The Impossible Spy de Jim Goddard : Elie Cohen
- 1988 : L'Instinct d'une mère (Baby M) de James Steven Sadwith : Bill Stern
- 1989 : Magic Moments de Lawrence Gordon Clark : Troy Gardner
- 1989 : Do You Know the Muffin Man? (en) de Gilbert Cates : Roger Dollison
- 1989 : On a tué mes enfants (Small Sacrifices) de David Greene : Frank Joziak
- 1992 : Notorious de Colin Bucksey : Devlin
- 1992 : Ladykiller de Michael Scott : Jack Packard
- 1992 : Lincoln de Peter W. Kunhardt et James A. Edgar : John Barnes (voix)
- 1994 : Justice in a Small Town de Jan Egleson : Tommy Marchant
- 1995 : La Mémoire volée (See Jane Run) de John Tiffin Patterson : Dr Michael Ravenson
- 1996 : Péchés oubliés (en) (Forgotten Sins) de Dick Lowry : Shérif Matthew Bradshaw
- 1996 : A Weekend in the Country de Martin Bergman : Michael Kaye
- 1997 : The Apocalypse Watch de Kevin Connor : Harry Latham / Lassiter
- 2012 : Le Noël des sœurs March (The March Sisters at Christmas) de John Stimpson : Mr Lawrence
- 2013 : Le Tueur du campus (Campus Killer) de John Stimpson : Dr Egan
- 2018 : Les preuves de mon innocence de Brian Brough : Mr Stein

##### Séries télévisées
- 1977 : Huit, ça suffit ! (Eight Is Enough) : Jonathan Moraacci
- 1977 : Barnaby Jones : Max Tate
- 1977 : L'Homme de l'Atlantide (Man from Atlantis) : Romeo
- 1979 : The Last Convertible : Terry Garrigan
- 1982 : CBS Library : Hondo Bill
- 1983 : Kennedy (en) : Robert F. Kennedy
- 1985 : Alfred Hitchcock présente (Alfred Hitchcock Presents) : Brian Whitman
- 1987 : Le Voyageur (The Hitchhiker) : Jeremy
- 1987-1990 : Screen Two (en) : John Carloff / Elie Cohen
- 1990-1991 : WIOU : Hank Zaret
- 1993 : Les Contes de la crypte (Tales from the Crypt) : Père John Sejac
- 1993-1997 : Loïs et Clark, les nouvelles aventures de Superman (Lois & Clark: The New Adventures of Superman) : Lex Luthor
- 1995 : Presque parfaite (Almost Perfect) : Paul Sterling
- 1998 : De mères en filles (A Will of Their Own) : Jonathan Abbott
- 1999 : Sex and the City : Dominic
- 2001 : Lydia DeLucca (That's Life!) : Ashley Wilkinson
- 2001-2004 : Mutant X : Adam Kane
- 2003 et 2008 : New York, police judiciaire (Law & Order) : John David Myers / Dr Isaac Waxman
- 2005 : Medium : David Morrow
- 2005-2008 : New York, section criminelle (Law and Order: Criminal Intent) : Trevor Lipton / Mr Walker
- 2007 - 2012 : Gossip Girl : Harold Waldorf
- 2009 : Eleventh Hour : Kristopher Merced
- 2012 : Wes et Travis (Common Law) : Juge Franklin Whitaker
- 2012 - 2013 : The Good Wife : Jeffrey Agos
- 2014 : Madam Secretary : Ted Graham
- 2015 : Agent X (en) : Président Thomas Eckhart
- 2015 : Elementary : Bill Wellstone (saison 4, épisode 6)
- 2016 : Bones : Dr Marcus Eldridge
- 2018 : Cameron Black : L'Illusionniste : Abe Dietrich (saison 1, épisode 3)
- 2019 : Proven Innocent (en) : Sam Marshall (saison 1, épisode 8)
- 2021 : Blacklist : Sénateur Brian Warwick (saison 8, épisode 8)
- 2022 : Blue Bloods : Dr. Kirk Connor (saison 12, épisode 19)

### Producteur
- 2009 : Achchamundu! Achchamundu! (en) de Arun Vaidyanathan
- 2017 : La demoiselle grise (en) (Grey Lady)

### Réalisateur
- 1998 : Southie (en)
- 2017 : La demoiselle grise (en) (Grey Lady)

### Scénariste
- 1998 : Southie (en)
- 2017 : La demoiselle grise (en) (Grey Lady)